# Olivier Brunel
Olivier Brunel (ur. ok. 1540 w Niderlandach, zm. w 1585 na rzece Peczorze (?) w Rosji) – holenderski kupiec, podróżnik i odkrywca, poszukiwał Przejścia Północno-Wschodniego, pracując dla Stroganowów, ustanowił w 1570 roku relacje handlowe między Holandią a Rosją. 

## Życiorys
Olivier Brunel urodził się ok. 1540 roku w Niderlandach. 
Był głównym agentem holenderskiej kompanii handlowej konkurującej z angielskimi kupcami w poszukiwaniach Przejścia Północno-Wschodniego. 
W 1556 roku popłynął na północny wschód w poszukiwaniu drogi do Chin . U ujścia rzeki Dwiny założył holenderską faktorię i wkrótce Holendrzy założyli własną osadę w miejscu współczesnego Archangielska . Po założeniu faktorii został aresztowany przez władze rosyjskie . Brunel był zagrożeniem dla monopolu kupców angielskiej Kompanii Moskiewskiej, którzy zadenuncjowali go jako szpiega. 
Został zwolniony w 1566 roku (?) po interwencji rodziny kupieckiej Stroganowów  i w zamian za pomoc w uwolnieniu zaczął pracować dla Stroganowów. W ich imieniu ustanowił w 1570 roku relacje handlowe między Holandią a Rosją .
W służbie Stroganowów wiele podróżował po północno-wschodniej Rosji. Kontynuował poszukiwania Przejścia Północno-Wschodniego – najprawdopodobniej jako pierwszy Europejczyk z zachodu dotarł w 1576 roku drogą lądową do rzeki Ob . W 1581 roku popłynął na wody arktyczne, lecz jego statek rozbił się podczas próby przeprawy przez Jugorski Szar na Morze Karskie . 
Mills (2003) podaje, że Brunel najprawdopodobniej poprowadził także na prośbę króla Danii wyprawę do Grenlandii, by ponownie nawiązać kontakt z koloniami duńskimi.    
W 1584 roku zorganizował ekspedycję w poszukiwaniu drogi do Chin – wyprawę sfinansował w dużej mierze holenderski kupiec z Middelburga Balthazar de Moucheron (ok. 1552–1630). Brunel wyruszył na statku „De Vliegende Draeck” z portu w Enkhuizen. Przeprawił się na Morze Karskie, po czym zmuszony do odwrotu napotkał trudności i został uratowany przez Pomorców. Następnie widziano go na rzece Peczorze a później słuch o nim zaginął. Jego statek zatonął na rzece.